# Decámetro cúbico
El decámetro cúbico es una unidad de volumen. Se corresponde con el volumen de un cubo de diez metros (un decámetro) de lado. Equivale a un Megalitro (un millón de litros) y es el primer múltiplo del metro cúbico.
Su abreviatura es Dm³ o dam³.
Equivalencias
- 1.000 m³
- 0,001 hm³
- 0,000 001 km³